# 下顎反射
下顎反射（かがくはんしゃ）とは、三叉神経（第5脳神経）に由来する病的反射のこと。 上位ニューロンに障害がある場合、軽く口を開いた状態で、下口唇のすぐ下にある下顎の中央を軽く叩くと、咬筋が収縮して一旦口が閉じる。正常では、みられないか、わずかにみられる程度である。
三叉神経の傷害を示唆するため、ALSではみられても、頸椎症ではみられない。
基本的な神経学的身体所見のひとつである。

## 参照
- Nolte, J. The Human Brain, 5th ed. Mosby: Missouri; 2002, p.307. ISBN 0-323-01320-1
- Blumenfeld, H. Neuroanatomy Through Clinical Cases. Sinauer Associates: Massachusetts; 2002, p. 484. ISBN 0-87893-060-4